# Crocidura quasielongata
Crocidura quasielongata és una espècie de mamífer eulipotifle de la família de les musaranyes (Soricidae). És endèmica de l'illa indonèsia de Sulawesi, on viu a altituds d'entre 200 i 1.800 msnm. L'holotip tenia una llargada de cap a gropa de 215 mm, la cua de 126 mm, les potes posteriors de 22 mm i les orelles d'11 mm. Pesava 16 g. Té el pelatge dorsal de color gris marronós i el ventral argentat. El seu nom específic, quasielongata, es refereix a la seva semblança amb el seu congènere C. elongata. Com que fou descoberta fa poc, l'estat de conservació d'aquesta espècie encara no ha estat avaluat formalment.